# Wereldkampioenschap voetbal 1998 (kwalificatie CONMEBOL)
Namens de Zuid-Amerikaanse bond CONMEBOL deden negen landen mee aan de kwalificatieronde voor vier plaatsen voor het wereldkampioenschap voetbal 1998. In dit kwalificatietoernooi treden die negen landen in één groep aan, in een gewone competitie waar elk land uit en thuis speelt. De vier hoogst geklasseerde landen kwalificeerden zich voor de WK-eindronde. Als titelverdediger was Brazilië al geplaatst.

## Gekwalificeerde landen
| FIFA-lid   | Confederatie | Kwalificatie    | Kwal. datum       | Aantal dln. (inclusief 1998) | Dln. op rij | Eerste dln. | Laatste dln. | Titels (exclusief 1998) | Beste prestatie |
| ---------- | ------------ | --------------- | ----------------- | ---------------------------- | ----------- | ----------- | ------------ | ----------------------- | --------------- |
| Brazilië   | CONMEBOL     | Titelverdediger | 17 juli 1994      | 16                           | 16          | 1930        | 1994         | 4                       | Wereldkampioen  |
| Argentinië | CONMEBOL     | Nr. 1 CONMEBOL  | 10 september 1997 | 12                           | 7           | 1930        | 1994         | 2                       | Wereldkampioen  |
| Paraguay   | CONMEBOL     | Nr. 2 CONMEBOL  | 10 september 1997 | 6                            | 2           | 1930        | 1986         | 0                       | Achtste finale  |
| Colombia   | CONMEBOL     | Nr. 3 CONMEBOL  | 10 september 1997 | 4                            | 3           | 1962        | 1994         | 0                       | Achtste finale  |
| Chili      | CONMEBOL     | Nr. 4 CONMEBOL  | 10 september 1997 | 7                            | 1           | 1930        | 1982         | 0                       | Halve finale    |

## Eindstand
Legenda
| Team       | Wed | W | G | L  | DV | DT | DS  | Ptn |
| ---------- | --- | - | - | -- | -- | -- | --- | --- |
| Argentinië | 16  | 8 | 6 | 2  | 23 | 13 | +10 | 30  |
| Paraguay   | 16  | 9 | 2 | 5  | 21 | 14 | +7  | 29  |
| Colombia   | 16  | 8 | 4 | 4  | 23 | 15 | +8  | 28  |
| Chili      | 16  | 7 | 4 | 5  | 32 | 18 | +14 | 25  |
| Peru       | 16  | 7 | 4 | 5  | 19 | 20 | –1  | 25  |
| Ecuador    | 16  | 6 | 3 | 7  | 22 | 21 | +1  | 21  |
| Uruguay    | 16  | 6 | 3 | 7  | 18 | 21 | –3  | 21  |
| Bolivia    | 16  | 4 | 5 | 7  | 18 | 21 | –3  | 17  |
| Venezuela  | 16  | 0 | 3 | 13 | 8  | 41 | –33 | 3   |

## Wedstrijden

#### Wedstrijddag 1 t/m 5

##### Wedstrijddag 1
De beste start was van Colombia en Ecuador, Ecuador had wel het voordeel, dat het van de eerste vijf wedstrijden vier thuiswedstrijden speelde. Mooiste overwinning was een duidelijke 2-0 zege op Argentinië, dat een moeizame start beleefde. De wedstrijd tussen Ecuador en Colombia ging om de eerste plaats na vijf speeldagen, Colombia won door een doelpunt van aanvaller Faustino Asprilla en nam afstand van de andere ploegen met vier punten voorsprong. Een team om serieus rekening mee te houden was Paraguay, dat alle zware uitwedstrijden had gespeeld en daarin ook succes had, 0-2 in Uruguay, 1-1 in Argentinië. Meeste opzien in die laatste wedstrijd baarde doelman José Luis Chilavert, die raak schoot uit een vrije trap.
|                                       |                                                        |       |                            |                                                                                           |
| 24 april «onderlinge duels» 21:10 uur | Argentinië                                             | 3 – 1 | Bolivia                    | Estadio Monumental, Buenos Aires Toeschouwers: 49.750 Scheidsrechter: Mario Sánchez (CHI) |
| 24 april «onderlinge duels» 21:10 uur | Ariel Ortega 8' Ariel Ortega 18' Gabriel Batistuta 49' |       | 42' Julio César Baldivieso | Estadio Monumental, Buenos Aires Toeschouwers: 49.750 Scheidsrechter: Mario Sánchez (CHI) |

|                             |           |                                     |         |                                                                                           |
| 24 april «onderlinge duels» | Venezuela | 0 – 2                               | Uruguay | Estadio Brígido Iriarte, Caracas Toeschouwers: 6.839 Scheidsrechter: Alberto Tejada (PER) |
| 24 april «onderlinge duels» |           | 54' Marcelo Otero 71' Gustavo Poyet |         | Estadio Brígido Iriarte, Caracas Toeschouwers: 6.839 Scheidsrechter: Alberto Tejada (PER) |

|                             |                       |       |          |                                                                                                 |
| 24 april «onderlinge duels» | Colombia              | 1 – 0 | Paraguay | Estadio Metropolitano, Barranquilla Toeschouwers: 60.000 Scheidsrechter: Javier Castrilli (ARG) |
| 24 april «onderlinge duels» | Faustino Asprilla 55' |       |          | Estadio Metropolitano, Barranquilla Toeschouwers: 60.000 Scheidsrechter: Javier Castrilli (ARG) |

|                                       |                                                                            |       |                      |                                                                                             |
| 24 april «onderlinge duels» 20:45 uur | Ecuador                                                                    | 4 – 1 | Peru                 | Estadio Monumental, Guayaquil Toeschouwers: 60.000 Scheidsrechter: Julio Alcide Matto (URU) |
| 24 april «onderlinge duels» 20:45 uur | Eduardo Hurtado 54' Maximo Tenório 65' José Gavica 78' Eduardo Hurtado 88' |       | 62' Roberto Palacios | Estadio Monumental, Guayaquil Toeschouwers: 60.000 Scheidsrechter: Julio Alcide Matto (URU) |

##### Wedstrijddag 2
|                           |                                         |       |            |                                                                                                  |
| 2 juni «onderlinge duels» | Ecuador                                 | 2 – 0 | Argentinië | Estadio Olímpico Atahualpa, Quito Toeschouwers: 41.500 Scheidsrechter: Armando Pérez Hoyos (COL) |
| 2 juni «onderlinge duels» | Alberto Montaño 51' Eduardo Hurtado 89' |       |            | Estadio Olímpico Atahualpa, Quito Toeschouwers: 41.500 Scheidsrechter: Armando Pérez Hoyos (COL) |

|                           |         |                                        |          |                                                                                          |
| 2 juni «onderlinge duels» | Uruguay | 0 – 2                                  | Paraguay | Estadio Centenario, Montevideo Toeschouwers: 44.127 Scheidsrechter: Márcio Rezende (BRA) |
| 2 juni «onderlinge duels» |         | 10' Francisco Arce 88' Aristides Rojas |          | Estadio Centenario, Montevideo Toeschouwers: 44.127 Scheidsrechter: Márcio Rezende (BRA) |

|                           |                 |       |                   |                                                                                          |
| 2 juni «onderlinge duels» | Venezuela       | 1 – 1 | Chili             | Estadio La Carolina, Barinas Toeschouwers: 8.074 Scheidsrechter: Epifanio González (PAR) |
| 2 juni «onderlinge duels» | Diony Guerra 8' |       | 89' Javier Margas | Estadio La Carolina, Barinas Toeschouwers: 8.074 Scheidsrechter: Epifanio González (PAR) |

|                           |                  |       |                        |                                                                                 |
| 2 juni «onderlinge duels» | Peru             | 1 – 1 | Colombia               | Estadio Nacional, Lima Toeschouwers: 43.345 Scheidsrechter: Alfredo Rodas (ECU) |
| 2 juni «onderlinge duels» | Juan Reynoso 47' |       | 60' Víctor Aristizábal | Estadio Nacional, Lima Toeschouwers: 43.345 Scheidsrechter: Alfredo Rodas (ECU) |

##### Wedstrijddag 3
|                           |                                                                        |       |                   |                                                                                  |
| 7 juli «onderlinge duels» | Chili                                                                  | 4 – 1 | Ecuador           | Estadio Nacional, Santiago Toeschouwers: 69.000 Scheidsrechter: Pablo Peña (BOL) |
| 7 juli «onderlinge duels» | Iván Zamorano 25' Marcelo Salas 75' Fabián Estay 83' Iván Zamorano 86' |       | 73' Álex Aguinaga | Estadio Nacional, Santiago Toeschouwers: 69.000 Scheidsrechter: Pablo Peña (BOL) |

|                                     |      |       |            |                                                                                   |
| 2 juni «onderlinge duels» 15:30 uur | Peru | 0 – 0 | Argentinië | Estadio Nacional, Lima Toeschouwers: 43.675 Scheidsrechter: Wilson Mendonça (BRA) |
| 2 juni «onderlinge duels» 15:30 uur |      |       |            | Estadio Nacional, Lima Toeschouwers: 43.675 Scheidsrechter: Wilson Mendonça (BRA) |

|                           |                                                                |       |                    |                                                                                               |
| 7 juli «onderlinge duels» | Colombia                                                       | 3 – 1 | Uruguay            | Estadio Metropolitano, Barranquilla Toeschouwers: 36.169 Scheidsrechter: Roberto Ruscio (ARG) |
| 7 juli «onderlinge duels» | Faustino Asprilla 7' Carlos Valderrama 20' Antony de Ávila 78' |       | 57' Gabriel Cedrés | Estadio Metropolitano, Barranquilla Toeschouwers: 36.169 Scheidsrechter: Roberto Ruscio (ARG) |

|                                     | |       |                                                       |                                                                                             |
| 7 juli «onderlinge duels» 16:00 uur | Bolivia | 6 – 1 | Venezuela                                             | Estadio Hernándo Siles, La Paz Toeschouwers: 43.822 Scheidsrechter: José Luis da Rosa (URU) |
| 7 juli «onderlinge duels» 16:00 uur | Marco Sandy 4' Marco Etcheverry 41' (pen.) Julio César Baldivieso 61' Milton Coimbra 67' Juan Berthy Suárez 78' Roly Paniagua 85' |       | 42' Julio César Baldivieso 65' (pen.) Edson Tortolero | Estadio Hernándo Siles, La Paz Toeschouwers: 43.822 Scheidsrechter: José Luis da Rosa (URU) |

##### Wedstrijddag 4
|                                          |                       |       |                         |                                                                                             |
| 1 september «onderlinge duels» 18:10 uur | Argentinië            | 1 – 1 | Paraguay                | Estadio Monumental, Buenos Aires Toeschouwers: 65.500 Scheidsrechter: Antônio Pereira (BRA) |
| 1 september «onderlinge duels» 18:10 uur | Gabriel Batistuta 27' |       | 47' José Luis Chilavert | Estadio Monumental, Buenos Aires Toeschouwers: 65.500 Scheidsrechter: Antônio Pereira (BRA) |

|                                          |         |       |      |                                                                                           |
| 1 september «onderlinge duels» 15:00 uur | Bolivia | 0 – 0 | Peru | Estadio Hernándo Siles, La Paz Toeschouwers: 48.304 Scheidsrechter: Oscar Velazquez (PAR) |
| 1 september «onderlinge duels» 15:00 uur |         |       |      | Estadio Hernándo Siles, La Paz Toeschouwers: 48.304 Scheidsrechter: Oscar Velazquez (PAR) |

|                                |                                                                                     |       |                          |                                                                                                |
| 1 september «onderlinge duels» | Colombia                                                                            | 4 – 1 | Chili                    | Estadio Metropolitano, Barranquilla Toeschouwers: 34.000 Scheidsrechter: Sidrack Marinho (BRA) |
| 1 september «onderlinge duels» | Faustino Asprilla 3' Faustino Asprilla 31' Jorge Bermúdez 43' Faustino Asprilla 47' |       | 56' (pen.) Iván Zamorano | Estadio Metropolitano, Barranquilla Toeschouwers: 34.000 Scheidsrechter: Sidrack Marinho (BRA) |

|                                |                  |       |           |                                                                                            |
| 1 september «onderlinge duels» | Ecuador          | 1 – 0 | Venezuela | Estadio Olímpico Atahualpa, Quito Toeschouwers: 36.889 Scheidsrechter: Carlos Robles (CHI) |
| 1 september «onderlinge duels» | Álex Aguinaga 4' |       |           | Estadio Olímpico Atahualpa, Quito Toeschouwers: 36.889 Scheidsrechter: Carlos Robles (CHI) |

##### Wedstrijddag 5
|                                        |                             |       |         |                                                                                           |
| 8 oktober «onderlinge duels» 20:30 uur | Uruguay                     | 1 – 0 | Bolivia | Estadio Centenario, Montevideo Toeschouwers: 60.000 Scheidsrechter: Paolo Borgosano (VEN) |
| 8 oktober «onderlinge duels» 20:30 uur | Juan Manuel Peña 64' (e.d.) |       |         | Estadio Centenario, Montevideo Toeschouwers: 60.000 Scheidsrechter: Paolo Borgosano (VEN) |

|                                        |                                         |       |                                                                                              | |
| 9 oktober «onderlinge duels» 20:00 uur | Venezuela                               | 2 – 5 | Argentinië                                                                                   | Estadio Pueblo Nuevo, San Cristobál Toeschouwers: 30.000 Scheidsrechter: Eduardo Dluzniewski (URU) |
| 9 oktober «onderlinge duels» 20:00 uur | Giovanni Savarese 7' Rafael Dudamel 87' |       | 35' Ariel Ortega 65' Juan Pablo Sorín 77' Diego Simeone 86' Hugo Morales 90+1' José Albornoz | Estadio Pueblo Nuevo, San Cristobál Toeschouwers: 30.000 Scheidsrechter: Eduardo Dluzniewski (URU) |

|                                    |         |                       |          |                                                                                               |
| 9 oktober «onderlinge duels» 11:30 | Ecuador | 0 – 1                 | Colombia | Estadio Olímpico Atahualpa, Quito Toeschouwers: 45.000 Scheidsrechter: Horacio Elizondo (ARG) |
| 9 oktober «onderlinge duels» 11:30 |         | 72' Faustino Asprilla |          | Estadio Olímpico Atahualpa, Quito Toeschouwers: 45.000 Scheidsrechter: Horacio Elizondo (ARG) |

|                                        |                                          |       |                   |                                                                                              |
| 9 oktober «onderlinge duels» 21:00 uur | Paraguay                                 | 2 – 1 | Chili             | Estadio Defensores del Chaco, Asunción Toeschouwers: 45.000 Scheidsrechter: Óscar Ruiz (COL) |
| 9 oktober «onderlinge duels» 21:00 uur | Carlos Gamarra 24' Catalino Rivarola 63' |       | 22' Javier Margas | Estadio Defensores del Chaco, Asunción Toeschouwers: 45.000 Scheidsrechter: Óscar Ruiz (COL) |

### Wedstrijddag 6 t/m 9
Colombia bleef goed presteren met vier punten uit twee uitwedstrijden en kon een gat slaan met Argentinië, aangezien het verschil in punten liefst zeven was. Argentinië bleef matig presteren met gelijke spelen tegen Chili en Uruguay en er was veel kritiek op bondscoach Daniel Passarella, omdat de middenvelder van Real Madrid Fernando Redondo niet werd geselecteerd vanwege zijn lange haren. In de wedstrijd tegen Colombia zat alles mee, Claudio López profiteerde van geblunder van doelman Faryd Mondragón, die naar de bal wandelde in plaats van te stoppen. Colombia miste kansen, inclusief een strafschop. Colombia kwam nu gelijk in punten met Paraguay en beiden hadden een gat geslagen met de rest. Het verschil tussen nummer drie en nummer acht was slechts vier punten

##### Wedstrijddag 6
|                                          |                                          |       |                                             |                                                                                      |
| 10 november «onderlinge duels» 15:00 uur | Bolivia                                  | 2 – 2 | Colombia                                    | Estadio Hernándo Siles, La Paz Toeschouwers: 43.173 Scheidsrechter: José Arana (PER) |
| 10 november «onderlinge duels» 15:00 uur | Marco Antonio Sandy 16' Jaime Moreno 44' |       | 39' (pen.) Mauricio Serna 54' Freddy Rincón | Estadio Hernándo Siles, La Paz Toeschouwers: 43.173 Scheidsrechter: José Arana (PER) |

|                                |                    |       |         |                                                                                                  |
| 10 november «onderlinge duels» | Paraguay           | 1 – 0 | Ecuador | Estadio Defensores del Chaco, Asunción Toeschouwers: 31.002 Scheidsrechter: Daniel Giménez (ARG) |
| 10 november «onderlinge duels» | Miguel Benítez 24' |       |         | Estadio Defensores del Chaco, Asunción Toeschouwers: 31.002 Scheidsrechter: Daniel Giménez (ARG) |

|                                          |                                                                       |       |                 |                                                                               |
| 10 november «onderlinge duels» 15:30 uur | Peru                                                                  | 4 – 1 | Venezuela       | Estadio Nacional, Lima Toeschouwers: 31.036 Scheidsrechter: René Ortubé (BOL) |
| 10 november «onderlinge duels» 15:30 uur | Juan Reynoso 4' Julinho 21' Roberto Palacios 49' Roberto Palacios 83' |       | 78' Gerson Díaz | Estadio Nacional, Lima Toeschouwers: 31.036 Scheidsrechter: René Ortubé (BOL) |

|                                |                   |       |         |                                                                                     |
| 12 november «onderlinge duels» | Chili             | 1 – 0 | Uruguay | Estadio Nacional, Santiago Toeschouwers: 73.547 Scheidsrechter: Ángel Guevara (ECU) |
| 12 november «onderlinge duels» | Marcelo Salas 58' |       |         | Estadio Nacional, Santiago Toeschouwers: 73.547 Scheidsrechter: Ángel Guevara (ECU) |

##### Wedstrijddag 7
|                                |                              |       |                      |                                                                                           |
| 15 december «onderlinge duels» | Argentinië                   | 1 – 1 | Chili                | Estadio Monumental, Buenos Aires Toeschouwers: 59.970 Scheidsrechter: Ubaldo Aquino (PAR) |
| 15 december «onderlinge duels» | Gabriel Batistuta 70' (pen.) |       | 52' Fernando Cornejo | Estadio Monumental, Buenos Aires Toeschouwers: 59.970 Scheidsrechter: Ubaldo Aquino (PAR) |

|                                |                                       |       |      |                                                                                        |
| 15 december «onderlinge duels» | Uruguay                               | 2 – 0 | Peru | Estadio Centenario, Montevideo Toeschouwers: 42.630 Scheidsrechter: Felipe Russi (COL) |
| 15 december «onderlinge duels» | Paolo Montero 2' Pablo Bengoechea 38' |       |      | Estadio Centenario, Montevideo Toeschouwers: 42.630 Scheidsrechter: Felipe Russi (COL) |

|                                |           |                                       |          |                                                                                               |
| 15 december «onderlinge duels» | Venezuela | 0 – 2                                 | Colombia | Estadio Pueblo Nuevo, San Cristobál Toeschouwers: 25.000 Scheidsrechter: Eduardo Gamboa (CHI) |
| 15 december «onderlinge duels» |           | 7' Jorge Bermúdez 50' Iván Valenciano |          | Estadio Pueblo Nuevo, San Cristobál Toeschouwers: 25.000 Scheidsrechter: Eduardo Gamboa (CHI) |

|                                          |         |       |          |                                                                                        |
| 15 december «onderlinge duels» 15:00 uur | Bolivia | 0 – 0 | Paraguay | Estadio Hernándo Siles, La Paz Toeschouwers: 41.076 Scheidsrechter: Jorge Nieves (URU) |
| 15 december «onderlinge duels» 15:00 uur |         |       |          | Estadio Hernándo Siles, La Paz Toeschouwers: 41.076 Scheidsrechter: Jorge Nieves (URU) |

##### Wedstrijddag 8
|                               |           |                                                |          |                                                                                             |
| 12 januari «onderlinge duels» | Venezuela | 0 – 2                                          | Paraguay | Estadio Guillermo Soto Rosa, Mérida Toeschouwers: 7.981 Scheidsrechter: Ángel Sánchez (ARG) |
| 12 januari «onderlinge duels» |           | 6' Miguel Ángel Benítez 62' Julio Cesar Enciso |          | Estadio Guillermo Soto Rosa, Mérida Toeschouwers: 7.981 Scheidsrechter: Ángel Sánchez (ARG) |

|                               |                                      |       |         |                                                                                      |
| 12 januari «onderlinge duels» | Bolivia                              | 2 – 0 | Ecuador | Estadio Hernando Siles, La Paz Toeschouwers: 39.968 Scheidsrechter: Óscar Ruiz (COL) |
| 12 januari «onderlinge duels» | Jaime Moreno 7' Marco Etcheverry 12' |       |         | Estadio Hernando Siles, La Paz Toeschouwers: 39.968 Scheidsrechter: Óscar Ruiz (COL) |

|                               |                                         |       |                   |                                                                                     |
| 12 januari «onderlinge duels» | Peru                                    | 2 – 1 | Chili             | Estadio Nacional, Lima Toeschouwers: 35.373 Scheidsrechter: José Luis da Rosa (URU) |
| 12 januari «onderlinge duels» | Flavio Maestri 15' Roberto Palacios 34' |       | 88' Iván Zamorano | Estadio Nacional, Lima Toeschouwers: 35.373 Scheidsrechter: José Luis da Rosa (URU) |

|                               |         |       |            |                                                                                          |
| 12 januari «onderlinge duels» | Uruguay | 0 – 0 | Argentinië | Estadio Centenario, Montevideo Toeschouwers: 62.000 Scheidsrechter: Márcio Rezende (BRA) |
| 12 januari «onderlinge duels» |         |       |            | Estadio Centenario, Montevideo Toeschouwers: 62.000 Scheidsrechter: Márcio Rezende (BRA) |

##### Wedstrijddag 9
|                                |          |                   |            |                                                                                                |
| 12 februari «onderlinge duels» | Colombia | 0 – 1             | Argentinië | Estadio Metropolitano, Barranquilla Toeschouwers: 50.000 Scheidsrechter: Antônio Pereira (BRA) |
| 12 februari «onderlinge duels» |          | 10' Claudio López |            | Estadio Metropolitano, Barranquilla Toeschouwers: 50.000 Scheidsrechter: Antônio Pereira (BRA) |

|                                |                                                                           |       |         |                                                                                               |
| 12 februari «onderlinge duels» | Ecuador                                                                   | 4 – 0 | Uruguay | Estadio Olimpico Atahualpa, Quito Toeschouwers: 18.000 Scheidsrechter: Javier Castrilli (ARG) |
| 12 februari «onderlinge duels» | Álex Aguinaga 6' Agustín Delgado 69' Agustín Delgado 76' Cléber Chalá 86' |       |         | Estadio Olimpico Atahualpa, Quito Toeschouwers: 18.000 Scheidsrechter: Javier Castrilli (ARG) |

|                                          |                                           |       |                 |                                                                                                 |
| 12 februari «onderlinge duels» 22:00 uur | Paraguay                                  | 2 – 1 | Peru            | Estadio Defensores del Chaco, Asunción Toeschouwers: 32.000 Scheidsrechter: Mario Sánchez (CHI) |
| 12 februari «onderlinge duels» 22:00 uur | Catalino Rivarola 12' Aristides Rojas 40' |       | 33' José Pereda | Estadio Defensores del Chaco, Asunción Toeschouwers: 32.000 Scheidsrechter: Mario Sánchez (CHI) |

|                                |                    |       |                    |                                                                                          |
| 12 februari «onderlinge duels» | Bolivia            | 1 – 1 | Chili              | Estadio Hernando Siles, La Paz Toeschouwers: 41.908 Scheidsrechter: Alberto Tejada (PER) |
| 12 februari «onderlinge duels» | Vladimir Soria 28' |       | 44' Pedro González | Estadio Hernando Siles, La Paz Toeschouwers: 41.908 Scheidsrechter: Alberto Tejada (PER) |

### Wedstrijddag 10 t/m 14
In de tiende speeldag ging de wedstrijd tussen Colombia en Paraguay om het voorlopige leiderschap, in de eerste helft kwam Paraguay op voorsprong door slecht timen van Mondragón bij een hoekschop. Vervolgens kreeg Colombia de beste kansen, maar Carlos Valderrama schoot op de lat. In de tweede helft sloegen de stoppen volledig door, Faustino Asprilla tacklede in het strafschopgebied een verdediger, waarna José Luis Chilavert wraak nam en ter aarde stortte. Zowel Chilavert en Asprilla werden uit het veld gestuurd en Colombia kreeg een strafschop. Het duurde minuten, voordat Chilavert uit het veld stapte en de reservekeeper kwam het veld op, terwijl Paraguay al drie wissels had verbruikt. De Colombianen gingen door het lint, waarbij zelfs de politie inhakte op de Colombianen. Met name aanvoerder Carlos Valderrama was volledig over de kook en moest in bedwang worden gehouden door zijn eigen spelers. De aandacht ging naar het tumult en daarom ging Chilavert naar de lege reserve-bank van Colombia, waar alleen Asprilla zat, waar hij een vuistslag uitdeelde op de neus van Asprilla. De strafschop werd uiteindelijk benut door Mauricio Serna, waarbij de "vierde wissel" van Paraguay in het doel bleef staan, maar vlak daarna scoorde Derlis Soto de winnende treffer voor Paraguay. Dat land nam de koppositie over en Colombia kwam in een vrije val terecht. Het verloor met 0-1 van Peru, wist op het laatste moment gelijk te spelen in Uruguay en werd weggespeeld in Chili. Chili was bezig aan een goede serie en met name de aanvallers Marcelo Salas en Iván Zamorano waren op dreef: Zamorano (bijgenaamd "Iván de Verschrikkelijke") scoorde vijf doelpunten tegen Venezuela en Salas scoorde drie doelpunten in de eerste helft tegen Colombia. Argentinië begon deze serie met een 2-1 nederlaag tegen Bolivia, Argentinië had problemen met wedstrijden in het hoge Andes-gebergte, want de eerste nederlaag was in het hoog gelegen Quito en de tweede in La Paz. Ook deze wedstrijd liep uit de hand met vermeende en rake kopstoten en een rel langs de zijlijn, waarbij een begeleider van Bolivia de spits van Argentinië aanviel en de politie een veldslag uitvocht met de complete Argentijnse selectie. Argentinië hervond zich en boekte opnieuw een overwinning op de leider in het klassement, Argentinië won door doelpunten van Marcelo Gallardo en Juan Sebastián Verón met 1-2 van Paraguay. Argentinië kwam zelfs op de eerste plaats terecht na een nieuwe nederlaag van Paraguay tegen Chili, Zamorano scoorde twee doelpunten. Opvallend was de achtste positie van Uruguay, dat met vijf punten achterstand op Chili bijna uitgeschakeld was, aanvoerder Enzo Francescoli was definitief gestopt met interland-voetbal. 

##### Wedstrijddag 10
|                                      |                                                |       |                     |                                                                                           |
| 2 april «onderlinge duels» 16:10 uur | Bolivia                                        | 2 – 1 | Argentinië          | Estadio Hernando Siles, La Paz Toeschouwers: 44.372 Scheidsrechter: Sidrack Marinho (BRA) |
| 2 april «onderlinge duels» 16:10 uur | Marco Antonio Sandy 8' Fernando Ochoaizpur 48' |       | 41' Néstor Gorosito | Estadio Hernando Siles, La Paz Toeschouwers: 44.372 Scheidsrechter: Sidrack Marinho (BRA) |

|                            |                                                               |       |                      |                                                                                       |
| 2 april «onderlinge duels» | Uruguay                                                       | 3 – 1 | Venezuela            | Estadio Centenario, Montevideo Toeschouwers: 38.000 Scheidsrechter: René Ortubé (BOL) |
| 2 april «onderlinge duels» | Gonzalo de los Santos 29' Paolo Montero 46' Marcelo Otero 79' |       | 75' Rafael Castellín | Estadio Centenario, Montevideo Toeschouwers: 38.000 Scheidsrechter: René Ortubé (BOL) |

|                            |                                   |       |                           |                                                                                                   |
| 2 april «onderlinge duels» | Paraguay                          | 2 – 1 | Colombia                  | Estadio Defensores del Chaco, Asunción Toeschouwers: 37.297 Scheidsrechter: Wilson Mendonça (BRA) |
| 2 april «onderlinge duels» | Carlos Gamarra 6' Derlis Soto 57' |       | 55' (pen.) Mauricio Serna | Estadio Defensores del Chaco, Asunción Toeschouwers: 37.297 Scheidsrechter: Wilson Mendonça (BRA) |

|                            |                      |       |                          |                                                                                    |
| 2 april «onderlinge duels» | Peru                 | 1 – 1 | Ecuador                  | Estadio Nacional, Lima Toeschouwers: 45.000 Scheidsrechter: John Toro Rendón (COL) |
| 2 april «onderlinge duels» | Roberto Palacios 59' |       | 79' (pen.) Álex Aguinaga | Estadio Nacional, Lima Toeschouwers: 45.000 Scheidsrechter: John Toro Rendón (COL) |

##### Wedstrijddag 11
|                             | |       |           |                                                                                         |
| 29 april «onderlinge duels» | Chili | 6 – 0 | Venezuela | Estadio Monumental, Santiago Toeschouwers: 42.034 Scheidsrechter: Gilberto Alcalá (MEX) |
| 29 april «onderlinge duels» | Iván Zamorano 19' Iván Zamorano 27' Iván Zamorano 32' Iván Zamorano 47' Pedro Reyes 66' Iván Zamorano 85' |       |           | Estadio Monumental, Santiago Toeschouwers: 42.034 Scheidsrechter: Gilberto Alcalá (MEX) |

|                             |                                    |       |                   |                                                                                           |
| 30 april «onderlinge duels» | Argentinië                         | 2 – 1 | Ecuador           | Estadio Monumental, Buenos Aires Toeschouwers: 62.300 Scheidsrechter: Félix Benegas (PAR) |
| 30 april «onderlinge duels» | Ariel Ortega 18' Hernán Crespo 30' |       | 73' Álex Aguinaga | Estadio Monumental, Buenos Aires Toeschouwers: 62.300 Scheidsrechter: Félix Benegas (PAR) |

|                             |                                                             |       |                 |                                                                                                   |
| 30 april «onderlinge duels» | Paraguay                                                    | 3 – 1 | Uruguay         | Estadio Defensores del Chaco, Asunción Toeschouwers: 34.101 Scheidsrechter: Antônio Pereira (BRA) |
| 30 april «onderlinge duels» | Aristides Rojas 37' José Cardozo 73' Derlis Soto 83' (pen.) |       | 87' Darío Silva | Estadio Defensores del Chaco, Asunción Toeschouwers: 34.101 Scheidsrechter: Antônio Pereira (BRA) |

|                             |          |                 |      |                                                                                               |
| 30 april «onderlinge duels» | Colombia | 0 – 1           | Peru | Estadio Metropolitano, Barranquilla Toeschouwers: 22.172 Scheidsrechter: Márcio Rezende (BRA) |
| 30 april «onderlinge duels» |          | 62' José Pereda |      | Estadio Metropolitano, Barranquilla Toeschouwers: 22.172 Scheidsrechter: Márcio Rezende (BRA) |

##### Wedstrijddag 12
|                           |                                     |       |      |                                                                                              |
| 8 juni «onderlinge duels» | Argentinië                          | 2 – 0 | Peru | Estadio Monumental, Buenos Aires Toeschouwers: 56.069 Scheidsrechter: Claudio Vinicius (BRA) |
| 8 juni «onderlinge duels» | Hernán Crespo 30' Diego Simeone 46' |       |      | Estadio Monumental, Buenos Aires Toeschouwers: 56.069 Scheidsrechter: Claudio Vinicius (BRA) |

|                           |                    |       |                   |                                                                                               |
| 8 juni «onderlinge duels» | Ecuador            | 1 – 1 | Chili             | Estadio Olimpico Atahualpa, Quito Toeschouwers: 42.225 Scheidsrechter: Benito Archundia (MEX) |
| 8 juni «onderlinge duels» | Ariel Graziani 43' |       | 53' Marcelo Salas | Estadio Olimpico Atahualpa, Quito Toeschouwers: 42.225 Scheidsrechter: Benito Archundia (MEX) |

|                           |                |       |                     |                                                                                             |
| 8 juni «onderlinge duels» | Uruguay        | 1 – 1 | Colombia            | Estadio Centenario, Montevideo Toeschouwers: 37.200 Scheidsrechter: Francisco Dacildo (BRA) |
| 8 juni «onderlinge duels» | Darío Silva 6' |       | 47' Hamilton Ricard | Estadio Centenario, Montevideo Toeschouwers: 37.200 Scheidsrechter: Francisco Dacildo (BRA) |

|                                     |                       |       |                     |                                                                                           |
| 8 juni «onderlinge duels» 16:00 uur | Venezuela             | 1 – 1 | Bolivia             | Estadio Luis Loreto Lira, Valera Toeschouwers: 3.352 Scheidsrechter: Márcio Rezende (BRA) |
| 8 juni «onderlinge duels» 16:00 uur | Giovanni Savarese 70' |       | 80' Ramiro Castillo | Estadio Luis Loreto Lira, Valera Toeschouwers: 3.352 Scheidsrechter: Márcio Rezende (BRA) |

##### Wedstrijddag 13
|                           |                                                                         |       |                     |                                                                                       |
| 5 juli «onderlinge duels» | Chili                                                                   | 4 – 1 | Colombia            | Estadio Nacional, Santiago Toeschouwers: 70.647 Scheidsrechter: Paolo Borgosano (VEN) |
| 5 juli «onderlinge duels» | Marcelo Salas 16' Marcelo Salas 26' Marcelo Salas 41' Iván Zamorano 90' |       | 52' Hamilton Ricard | Estadio Nacional, Santiago Toeschouwers: 70.647 Scheidsrechter: Paolo Borgosano (VEN) |

|                                     |                   |       |                                               |                                                                                                  |
| 6 juli «onderlinge duels» 15:15 uur | Paraguay          | 1 – 2 | Argentinië                                    | Estadio Defensores del Chaco, Asunción Toeschouwers: 30.000 Scheidsrechter: Márcio Rezende (BRA) |
| 6 juli «onderlinge duels» 15:15 uur | Roberto Acuña 59' |       | 30' Marcelo Gallardo 41' Juan Sebastián Verón | Estadio Defensores del Chaco, Asunción Toeschouwers: 30.000 Scheidsrechter: Márcio Rezende (BRA) |

|                                     |                                |       |                    |                                                                                   |
| 6 juli «onderlinge duels» 15:30 uur | Peru                           | 2 – 1 | Bolivia            | Estadio Nacional, Lima Toeschouwers: 31.489 Scheidsrechter: Wilson Mendonça (BRA) |
| 6 juli «onderlinge duels» 15:30 uur | Germán Carty 9' Jorge Soto 53' |       | 56' Luis Cristaldo | Estadio Nacional, Lima Toeschouwers: 31.489 Scheidsrechter: Wilson Mendonça (BRA) |

|                           |                     |       |                  |                                                                                                |
| 6 juli «onderlinge duels» | Venezuela           | 1 – 1 | Ecuador          | Estadio Pachenricho Romero, Maracaibo Toeschouwers: 4.729 Scheidsrechter: Arturo Angeles (USA) |
| 6 juli «onderlinge duels» | Gabriel Miranda 75' |       | 55' Iván Hurtado | Estadio Pachenricho Romero, Maracaibo Toeschouwers: 4.729 Scheidsrechter: Arturo Angeles (USA) |

#### Wedstrijddag 14
|                            |                                 |       |           |                                                                                             |
| 20 juli «onderlinge duels» | Argentinië                      | 2 – 0 | Venezuela | Estadio Monumental, Buenos Aires Toeschouwers: 48.000 Scheidsrechter: Wilson Mendonça (BRA) |
| 20 juli «onderlinge duels» | Hernán Crespo 31' Pablo Paz 58' |       |           | Estadio Monumental, Buenos Aires Toeschouwers: 48.000 Scheidsrechter: Wilson Mendonça (BRA) |

|                            |                      |       |         |                                                                                                |
| 20 juli «onderlinge duels» | Bolivia              | 1 – 0 | Uruguay | Estadio Hernando Siles, La Paz Toeschouwers: 27.874 Scheidsrechter: Arturo Brizio Carter (MEX) |
| 20 juli «onderlinge duels» | Marco Etcheverry 75' |       |         | Estadio Hernando Siles, La Paz Toeschouwers: 27.874 Scheidsrechter: Arturo Brizio Carter (MEX) |

|                            |                     |       |         |                                                                                               |
| 20 juli «onderlinge duels» | Colombia            | 1 – 0 | Ecuador | Estadio Metropolitano, Barranquilla Toeschouwers: 35.000 Scheidsrechter: Márcio Rezende (BRA) |
| 20 juli «onderlinge duels» | Antony de Ávila 87' |       |         | Estadio Metropolitano, Barranquilla Toeschouwers: 35.000 Scheidsrechter: Márcio Rezende (BRA) |

|                            |                                           |       |                   |                                                                                        |
| 20 juli «onderlinge duels» | Chili                                     | 2 – 1 | Paraguay          | Estadio Nacional, Santiago Toeschouwers: 75.143 Scheidsrechter: Rafael Torrealba (VEN) |
| 20 juli «onderlinge duels» | Iván Zamorano 8' (pen.) Iván Zamorano 51' |       | 61' Hugo Brizuela | Estadio Nacional, Santiago Toeschouwers: 75.143 Scheidsrechter: Rafael Torrealba (VEN) |

### Wedstrijddag 15 t/m 18

#### Wedstrijddag 15
Uruguay pakte zijn laatste kans door met 1-0 van Chili te winnen, Chili was niet in staat gebleken een uitwedstrijd in deze kwalificatie te winnen, maar zou de laatste drie wedstrijden thuis spelen, de eerste vijf werden allemaal gewonnen. Ook Peru en Ecuador pakten hun laatste kans, waardoor de spanning om de vierde plaats groot was: Chili en Peru 19 punten, Ecuador 18 en Bolivia en Uruguay 17 punten. Bovenaan leidde Argentinië met 25 punten, gevolgd door Colombia (24) en Paraguay (23).
|                                |                   |       |       |                                                                                           |
| 20 augustus «onderlinge duels» | Uruguay           | 1 – 0 | Chili | Estadio Centenario, Montevideo Toeschouwers: 35.000 Scheidsrechter: Antônio Pereira (BRA) |
| 20 augustus «onderlinge duels» | Marcelo Otero 20' |       |       | Estadio Centenario, Montevideo Toeschouwers: 35.000 Scheidsrechter: Antônio Pereira (BRA) |

|                                |                                                                |       |         |                                                                                                 |
| 20 augustus «onderlinge duels» | Colombia                                                       | 3 – 0 | Bolivia | Estadio Metropolitano, Barranquilla Toeschouwers: 25.912 Scheidsrechter: Cláudio Vinícius (BRA) |
| 20 augustus «onderlinge duels» | Antony de Ávila 1' Carlos Valderrama 30' Faustino Asprilla 76' |       |         | Estadio Metropolitano, Barranquilla Toeschouwers: 25.912 Scheidsrechter: Cláudio Vinícius (BRA) |

|                                |                                      |       |                 |                                                                                              |
| 20 augustus «onderlinge duels» | Ecuador                              | 2 – 1 | Paraguay        | Estadio Olimpico Atahualpa, Quito Toeschouwers: 30.000 Scheidsrechter: Rodrigo Badilla (CRC) |
| 20 augustus «onderlinge duels» | Álex Aguinaga 53' Ariel Graziani 78' |       | 5' Richart Báez | Estadio Olimpico Atahualpa, Quito Toeschouwers: 30.000 Scheidsrechter: Rodrigo Badilla (CRC) |

|                                      |           |                                                   |      |                                                                                           |
| 20 augustus «onderlinge duels» 18:00 | Venezuela | 0 – 3                                             | Peru | Estadio La Carolina, Barinas Toeschouwers: 10.000 Scheidsrechter: Peter Prendergast (JAM) |
| 20 augustus «onderlinge duels» 18:00 |           | 14' Manuel Marengo 54' Julinho 81' Flavio Maestri |      | Estadio La Carolina, Barinas Toeschouwers: 10.000 Scheidsrechter: Peter Prendergast (JAM) |

#### Wedstrijddag 16
Argentinië, Colombia en Paraguay plaatsten zich voor de eindronde door alle drie te winnen, Argentinië won door een doelpunt van Claudio López vijf minuten voor tijd in Chili, de eerste thuisnederlaag van de Chilenen. Colombia en Parguay wonnen  respectievelijk met 1-0 en 2-1 van Venezuela en Bolivia. In de strijd om de vierde plaats pakte Peru zijn kans door Uruguay met 2-1 te verslaan, na een 0-1 achterstand voor rust sloegen de Peruanen in de tweede helft toe: 2-1. Peru had nu drie punten voorsprong op Chili, op de voorlaatste speeldag ontmoetten de beide kanshebbers elkaar in Santiago. 
|                                 |                   |       |                                        |                                                                                         |
| 10 september «onderlinge duels» | Chili             | 1 – 2 | Argentinië                             | Estadio Nacional, Santiago Toeschouwers: 80.000 Scheidsrechter: Francisco Dacildo (BRA) |
| 10 september «onderlinge duels» | Marcelo Salas 34' |       | 25' Marcelo Gallardo 85' Claudio López | Estadio Nacional, Santiago Toeschouwers: 80.000 Scheidsrechter: Francisco Dacildo (BRA) |

|                                 |                                       |       |                   |                                                                                       |
| 10 september «onderlinge duels» | Peru                                  | 2 – 1 | Uruguay           | Estadio Nacional, Lima Toeschouwers: 45.000 Scheidsrechter: Esfandiar Baharmast (USA) |
| 10 september «onderlinge duels» | Roberto Palacios 56' Germán Carty 59' |       | 45' Álvaro Recoba | Estadio Nacional, Lima Toeschouwers: 45.000 Scheidsrechter: Esfandiar Baharmast (USA) |

|                                 |                    |       |           | |
| 10 september «onderlinge duels» | Colombia           | 1 – 0 | Venezuela | Estadio Metropolitano, Barranquilla Toeschouwers: 35.000 Scheidsrechter: Carlos Elias Pimentel (BRA) |
| 10 september «onderlinge duels» | Wilmer Cabrera 67' |       |           | Estadio Metropolitano, Barranquilla Toeschouwers: 35.000 Scheidsrechter: Carlos Elias Pimentel (BRA) |

|                                           |                                             |       |                        | |
| 10 september «onderlinge duels» 21:00 uur | Paraguay                                    | 2 – 1 | Bolivia                | Estadio Defensores del Chaco, Asunción Toeschouwers: 40.341 Scheidsrechter: Benito Archundia (MEX) |
| 10 september «onderlinge duels» 21:00 uur | Miguel Ángel Benítez 26' Carlos Gamarra 37' |       | 58' Juan Berthy Suárez | Estadio Defensores del Chaco, Asunción Toeschouwers: 40.341 Scheidsrechter: Benito Archundia (MEX) |

#### Wedstrijddag 17
Chili liet er geen gras over groeien en verpulverde concurrent Peru in een directe confrontatie: 4-0, Marcelo Salas scoorde drie doelpunten. Beide landen hadden nu evenveel punten, alleen het doelsaldo van Chili was veel beter. Ecuador hield nog hoop met één punt achterstand, Uruguay en Boliva waren definitief uitgeschakeld.
|                               |            |       |         |                                                                                              |
| 12 oktober «onderlinge duels» | Argentinië | 0 – 0 | Uruguay | Estadio Monumental, Buenos Aires Toeschouwers: 52.000 Scheidsrechter: Claudio Cerdeira (BRA) |
| 12 oktober «onderlinge duels» |            |       |         | Estadio Monumental, Buenos Aires Toeschouwers: 52.000 Scheidsrechter: Claudio Cerdeira (BRA) |

|                               |                                                                       |       |      |                                                                                      |
| 12 oktober «onderlinge duels» | Chili                                                                 | 4 – 0 | Peru | Estadio Nacional, Santiago Toeschouwers: 70.000 Scheidsrechter: Márcio Rezende (BRA) |
| 12 oktober «onderlinge duels» | Marcelo Salas 13' Pedro Reyes 57' Marcelo Salas 82' Marcelo Salas 87' |       |      | Estadio Nacional, Santiago Toeschouwers: 70.000 Scheidsrechter: Márcio Rezende (BRA) |

|                                         |                  |       |           | |
| 12 oktober «onderlinge duels» 18:00 uur | Paraguay         | 1 – 0 | Venezuela | Estadio Defensores del Chaco, Asunción Toeschouwers: 35.000 Scheidsrechter: Esfandiar Baharmast (USA) |
| 12 oktober «onderlinge duels» 18:00 uur | Félix Torres 68' |       |           | Estadio Defensores del Chaco, Asunción Toeschouwers: 35.000 Scheidsrechter: Esfandiar Baharmast (USA) |

|                               |                    |       |         |                                                                                               |
| 12 oktober «onderlinge duels» | Ecuador            | 1 – 0 | Bolivia | Estadio Monumental, Guayaquil Toeschouwers: 14.568 Scheidsrechter: Arturo Brizio Carter (MEX) |
| 12 oktober «onderlinge duels» | Ariel Graziani 26' |       |         | Estadio Monumental, Guayaquil Toeschouwers: 14.568 Scheidsrechter: Arturo Brizio Carter (MEX) |

#### Wedstrijddag 18
Dankzij een 3-0 zege op Bolivia plaatste Chili zich voor de eerste keer sinds 1982 voor het WK. Belangrijkste troeven van de ploeg waren het aanvalskoppel, Ivàn Zamorano scoorde twaalf keer, Marcelo Salas elf keer. In de strijd om de eerste plaats behield Argentinië de koppositie in een directe confrontatie met Colombia, na de openingstreffer van Carlos Valderrama scoorde Fernando Cáceres in de 79e minuut de gelijkmaker. Paraguay profiteerde niet van de have misstap van Argentinië, het verloor van Peru en eindigde op de tweede plaats met één punt achterstand.
|                                |                      |       |                       | |
| 16 november «onderlinge duels» | Argentinië           | 1 – 1 | Colombia              | Estadio Alberto J. Armando, Buenos Aires Toeschouwers: 40.000 Scheidsrechter: Márcio Rezende (BRA) |
| 16 november «onderlinge duels» | Fernando Cáceres 79' |       | 20' Carlos Valderrama | Estadio Alberto J. Armando, Buenos Aires Toeschouwers: 40.000 Scheidsrechter: Márcio Rezende (BRA) |

|                                |                                                        |       |         |                                                                                       |
| 16 november «onderlinge duels» | Chili                                                  | 3 – 0 | Bolivia | Estadio Nacional, Santiago Toeschouwers: 74.777 Scheidsrechter: Wilson Mendonça (BRA) |
| 16 november «onderlinge duels» | Rodrigo Barrera 23' Marcelo Salas 40' Juan Carreño 83' |       |         | Estadio Nacional, Santiago Toeschouwers: 74.777 Scheidsrechter: Wilson Mendonça (BRA) |

|                                          |                |       |          |                                                                                     |
| 16 november «onderlinge duels» 15:00 uur | Peru           | 1 – 0 | Paraguay | Estadio Nacional, Lima Toeschouwers: 30.000 Scheidsrechter: Francisco Dacildo (BRA) |
| 16 november «onderlinge duels» 15:00 uur | Jorge Soto 37' |       |          | Estadio Nacional, Lima Toeschouwers: 30.000 Scheidsrechter: Francisco Dacildo (BRA) |

|                                | |       |                                                         |                                                                                               |
| 16 november «onderlinge duels» | Uruguay                                                                                                | 5 – 3 | Ecuador                                                 | Estadio Domingo Burgueño, Maldonado Toeschouwers: 4.000 Scheidsrechter: Antonio Marrufo (MEX) |
| 16 november «onderlinge duels» | Marcelo Saralegui 3' Marcelo Saralegui 12' Sebastián Abreu 48' Sebastián Abreu 52' Carlos Aguilera 63' |       | 2' Ariel Graziani 59' Ariel Graziani 68' Ariel Graziani | Estadio Domingo Burgueño, Maldonado Toeschouwers: 4.000 Scheidsrechter: Antonio Marrufo (MEX) |